# Кипріан Кіпрський
Кипріан (грец.Κυπριανός, нар.1756- пом. 9 липня 1821) —  Архієпископ Кіпрський (грец.Αρχιεπίσκοπος Κύπρου), архієпископ Нової Юстиніани і всього Кіпру, предстоятель Кіпрської православної церкви (30 жовтня 1810 – 9 липня 1821).

## Біографія

### Походження та початок служіння
Народився 1756 року в селі Строволос поблизу міста Нікосія на Кіпрі.
У 7 років став послушником у Махераському монастирі та отримав початкову освіту. Там працював його дядько по материнській лінії - ієром. Харалампій та викладав один з учнів Євгенія Булгаріса. У 1769 р. переселився на монастирське подвір'я в Строволосі і протягом 3 років навчався в архієпископській школі Елліномусіон (Грецький музей) в Нікосії.
У віці 25 років був висвячений у диякона. На поч. 1783 р. був посланий ігуменом Іоаникієм в Дунайські князівства для збору пожертвувань разом з дядькою архім. Харалампієм,який тоді виконував посаду економа Махераського монастиря. Харалампій через 2 роки повернувся в обитель, а Кіпріан залишився у Волощині. З ініціативи господаря Михая III Старшого Суцу  висвячений на ієрея і в 1785 р. почав служити в церкві Трьох святителів у Яссах та продовжив освіту в Господарській академії.
У 1802 р. повернувся на Кіпр та через деякий час  був призначений керуючим подвір'ям у Строволосі і незабаром став економом архієпархії. У 1804 р. заснував у Нікосії подвір'я Махераського монастиря, храм якого був освячений в 1806 р. в ім'я сщмч. Єлевферія та прп. Стіліана. Довго приховував будівництво храму від турків, говорячи їм, що споруджує комору для зберігання пшениці. У березні 1804 р. на Кіпрі коли турки столиці та прилеглих сіл зіткнулися з нестачею продуктів харчування, була організована жорстока демонстрація проти архиєпископа Хрісанфа. Лише дипломатичний талант Кипріана врятував архієпископську резиденцію від пограбування. Це відбулося через випадкову присутність деяких турецьких військ у транзиті, але забезпечення військ призвело до придушення повстання та лягло важким тягарем на християнську громаду острова і борг архієпископії збільшився з 1,5 до 2 млн гроссів.
В останні роки архієпископства Хрісанфа, який через хворобу не міг рухатися, Кипріан зосередив у своїх руках фактичне управління Кіпрською Церквою.  У травні 1810 р. султан віддав розпорядження відправити на заслання архієпископа.

### Архієпископ Кіпрський
У 1810 був обраний новим архієпископом Кіпрським. 30 жовтня. 1810 р. він був хіротонізований архієпископом Константієм II.Одним із завдань нового архієпископа стала виплата боргу архієпархії. Незважаючи на складне економічне становище, він виділяв кошти для заснованої ним у 1811-1812 рр. "Грецькій школи" в Нікосії і в 1819 р. зобов'язався щорічно виплачувати по 500 гроссів школі в Лімасолі. У 1813 р. він подарував Махерасському монастирю маєток у Тімві та володіння в селі Прастіо на рівнині Месаорії. також надавав допомогу Кікскому монастирю після пожежі 1813 р., монастирю преподобного Неофіта Затворника поблизу Пафосу та монастирю апостола Варнави  поблизу Фамагусти.  2 лютого 1815 р. один з циркулярів присвячен відлученню від Церкви масонів. У 1820-1821 pp. на замовлення Кипріана було виготовлено сотні ікон мч. Трифони і передані в церкви районів, що найбільше страждають від навал сарани. У наш час збереглося понад 100 таких ікон.

### Національно-визвольне повстання
У 1818 році архієпископ Кипріан вступив в створене в Росії таємне грецьке суспільство Філікі Етерія, яке готувало повстання проти турків. У жовтні 1820 р.  Олександр Іпсіланті попередив архієпископа про швидкий початок повстання. Кипріан пообіцяв надати матеріальну допомогу,але він вважав кіпріотів не готовими до озброєної боротьби та не мав відношення до поширення на острові листівок повстанців, яким займався його племінник архім. Феофілакт  та до перевезення пороху. У 1821 р. в циркулярі від 22 квітня закликав кіпріотів підкоритися вимогам турецької влади здати зброю, а в циркулярі від 16 травня – бути вкрай обачними у своїх вчинках, щоб не викликати репресії.
Намісник острова Кючук Мехмед вжив жорстоких заходів проти християнського населення і склав список 486 греків-кіпріотів, яких хотів стратити. До цього списку входили : архієпископ, митрополити, ігумени та проігумени монастирів та інші представники духовенства, знатні та впливові греки, старости сільських громад. Османський уряд схвалив цю ініціативу, а також експропріацію майна страчених та продаж у рабство їхніх дружин та дітей. Вказані у списку греки-кіпріоти були викликані на збори до Нікосії, а приватні особи, які не були присутні на зборах, були заарештовані 12 червня в церквах за місцем проживання під час недільної служби.
На початку липня 1821 р. турками було схоплено пастуха Хадзі Петроса, який ніс листа від Філікі Етерія. Незважаючи на небезпеку, що загрожує йому, архієпископ не сховався в консульствах європейських держав, будучи мужним і відважним бажав «підтримувати свій народ до кінця і принести себе в жертву за нього».Незабаром був схоплений за наказом намісника Кючук Мехмеда, який тричі пропонував дарувати йому життя, якщо той зречеться християнської віри. У відповідь Кипріан викрив жорстокість і несправедливість турецького намісника.
9 липня 1821 р. був повішений на шовковому дереві на площі перед входом у сераль. Разом з ним були страчені митрополити Пафоський, Китійський і Киринійський, яким відсікли голови. Тіло Кипріана також обезголовили, і голови були надіслані султану. Цього дня було страчено 470 знатних кіпріотів,з яких  2 брата Кипріана - економ архієпископії Хадзі Сава та протосинкел Лаврентій. Тіла вбитих поховані за вівтарем церкви Пресвятої Богородиці Фанеромені у Нікосії. Після перебудови церкви в 1873 р. мощі були поміщені в кам'яній гробниці під вівтарем, а в 1930 р. було споруджено мармуровий мавзолей поряд з храмом, куди перенесли останки етномартирів (дослівно «мучеників за націю»).